# Медісон (Нью-Гемпшир)
Медісон (англ. Madison) — місто (англ. town) в США, в окрузі Керролл штату Нью-Гемпшир. Населення — 2565 осіб (2020). Отримало статус міста 1852 року, назване на честь четвертого президента США Джеймса Медісона. Веде свою історію з перших поселень заснованих близько 1818 року.

## Демографія
Згідно з переписом 2010 року, у місті мешкали 2502 особи в 1075 домогосподарствах у складі 720 родин. Було 1877 помешкань
Расовий склад населення:
| - 97,6 % — білих - 0,9 % — чорних або афроамериканців - 0,4 % — корінних американців - 0,1 % — азіатів |

До двох чи більше рас належало 0,8 %. Частка іспаномовних становила 1,4 % від усіх жителів.
За віковим діапазоном населення розподілялося таким чином: 20,0 % — особи молодші 18 років, 63,1 % — особи у віці 18—64 років, 16,9 % — особи у віці 65 років та старші. Медіана віку мешканця становила 47,4 року. На 100 осіб жіночої статі у місті припадало 102,3 чоловіків; на 100 жінок у віці від 18 років та старших — 97,4 чоловіків також старших 18 років.
Середній дохід на одне домашнє господарство становив 85 099 доларів США (медіана — 59 675), а середній дохід на одну сім'ю — 100 812 долари (медіана — 71 643). Медіана доходів становила 54 444 долари для чоловіків та 32 636 доларів для жінок. За межею бідності перебувало 8,0 % осіб, у тому числі 8,5 % дітей у віці до 18 років та 10,8 % осіб у віці 65 років та старших.
Цивільне працевлаштоване населення становило 1401 особа. Основні галузі зайнятості: освіта, охорона здоров'я та соціальна допомога — 19,2 %, роздрібна торгівля — 17,9 %, будівництво — 13,3 %, мистецтво, розваги та відпочинок — 11,8 %.